# Ѥ
Ѥ, ѥ (conhecido como e com iotacismo) é uma letra do antigo alfabeto cirílico. É uma ligação de "І" e "Є", que provavelmente era utilizado para representar o som [je].